# Dan Goldie
Dan Goldie, né le 3 octobre 1963 à Sioux City, est un ancien joueur américain de tennis.
Il est notamment connu pour avoir vaincu Jimmy Connors lors du tournoi de Wimbledon en juin 1989,.

## Palmarès

### Titres en simple messieurs
| No | Date       | Nom et lieu du tournoi                                | Catégorie | Dotation  | Surface      | Finaliste          | Score         |  |
| -- | ---------- | ----------------------------------------------------- | --------- | --------- | ------------ | ------------------ | ------------- |  |
| 1  | 06-07-1987 | Volvo Hall of Fame Tennis Championships, Newport (RI) |           | 100 000 $ | Gazon (ext.) | Sammy Giammalva Jr | 6-7, 6-4, 6-4 |  |
| 2  | 18-04-1988 | Seoul Open, Séoul                                     |           | 93 400 $  | Dur (ext.)   | Andrew Castle      | 6-3, 6-7, 6-0 |  |

### Titres en double messieurs
| No | Date       | Nom et lieu du tournoi                               | Catégorie | Dotation  | Surface      | Partenaire  | Finalistes                     | Score         |  |
| -- | ---------- | ---------------------------------------------------- | --------- | --------- | ------------ | ----------- | ------------------------------ | ------------- |  |
| 1  | 06-07-1987 | Volvo Hall of Fame Tennis Championships Newport (RI) |           | 100 000 $ | Gazon (ext.) | Larry Scott | Chip Hooper Mike Leach         | 1-6, 6-3, 7-5 |  |
| 2  | 28-12-1987 | BP Nationals Wellington                              |           | 115 000 $ | Dur (ext.)   | Rick Leach  | Broderick Dyke Glenn Michibata | 6-2, 6-3      |  |

### Finales en double messieurs
| No | Date       | Nom et lieu du tournoi                               | Catégorie | Dotation  | Surface      | Vainqueurs                 | Partenaire  | Score    |  |
| -- | ---------- | ---------------------------------------------------- | --------- | --------- | ------------ | -------------------------- | ----------- | -------- |  |
| 1  | 05-10-1987 | WCT Scottsdale Open Scottsdale                       |           | 232 000 $ | Dur (ext.)   | Rick Leach Jim Pugh        | Mel Purcell | 6-3, 6-2 |  |
| 2  | 04-07-1988 | Volvo Hall of Fame Tennis Championships Newport (RI) |           | 115 000 $ | Gazon (ext.) | Kelly Jones Peter Lundgren | Scott Davis | 6-3, 7-6 |  |